# Домулло Азизов (село)
Домулло Азизов (тадж. Домулло Азизов) — село в Кушониёнском районе Хатлонской области Республики Таджикистан. Подчинен администрации джамоата посёлка Бохтариён.
Находится на расстоянии 24 км от райцентра (пгт. им. Исмоила Сомони) и 6 км от посёлка Бохтариён.
Население — 897 чел. (2017).